# Classe Golf

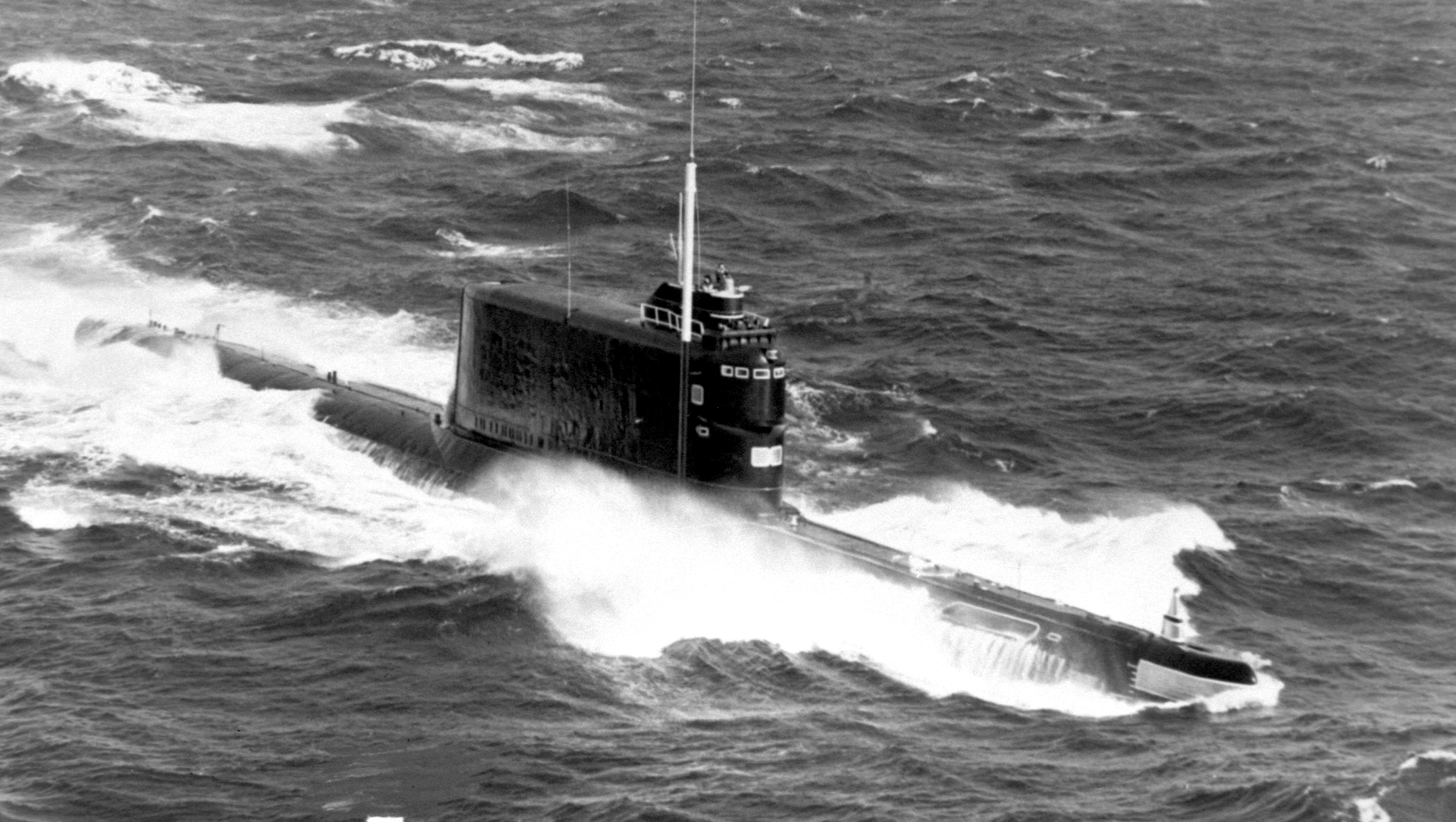
Un sous-marin de classe Golf.

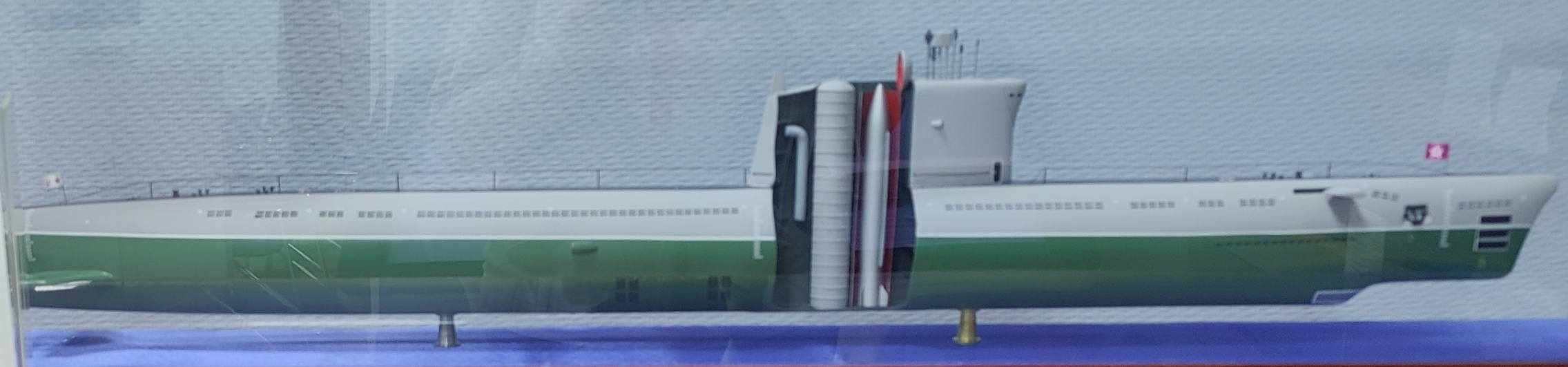
Maquette avec vue de missiles emportés.

Le Projet 629 (en russe : проекта–629) (Code OTAN : Classe Golf) est une classe de sous-marins lanceur d'engins à propulsion conventionnelle de la marine soviétique.
La marine soviétique désignera six sous-marins de classe Zoulou qui ont été modifiés avec succès pour transporter et lancer des missiles Scud.

## Utilisateurs
Chine
- Type 031 : Type 6631 transformé en 1978 pour le convertir en sous-marin lanceur d'engins sous l'eau[1].